# Enix (Hiszpania)
Enix – gmina w Hiszpanii, w prowincji Almería, w Andaluzji, o powierzchni 66,84 km². W 2011 roku gmina liczyła 456 mieszkańców.